# Chiesa di San Martino (Valgrana)
La chiesa di San Martino è una chiesa del comune di Valgrana, in Piemonte.

## Storia
Le prime testimonianze dell'esistenza di questa chiesa risalgono al 1270 , anno in cui il vescovo di Torino Goffredo Montanari concesse ai signori di Valgrana il diritto delle decime con l'obbligo di versarne metà alla chiesa di San Martino.
Nel XV secolo il parroco don Carlo Domenico Saluzzo, figlio del marchese Ludovico I, ampliò e ristrutturò la chiesa. Nel 1480 la chiesa viene elevata a parrocchia.
Nel 1511 la parrocchia viene trasferita alla diocesi di Saluzzo, e nel 1513 consacrata da Monsignor Vacca.
All'inizio del 1900 don Lorenzo Marchisio di Boves fece costruire la quinta navata con un portale.

## Descrizione
La chiesa è a pianta basilicale, originariamente a 3 navate, ed assunse l'attuale configurazione a 5 navate nel XIX secolo con una sistemazione del portale laterale e la riedificazione del campanile. La facciata, in stile neogotico, raffigura al centro San Martino di Tours e più in basso tre virtù teologali.
All'interno della chiesa vi è un dipinto risalente al 1300 rappresentante la crocifissione.

## Fonte battesimale
Il fonte battesimale risale al 1455 ed è attribuito ai Fratelli Zabreri di Pagliero.
La base ottagonale della struttura sostiene la tazza anch'essa ottagonale. Il profilo della struttura ricorda un calice liturgico.
Il fusto della struttura presenta un rigonfiamento che segue lo schema ottagonale della struttura, e sulle sue facce sono presenti una croce astile in rilievo e alcune iniziali in maiuscola gotica A, M, G, P, D, T, B (Ave maria Gratia Plena Dominus Tecum Benedicta).
La tazza è rinforzata agli spigoli da gradi foglie di cardo, entro le quali sono inseriti gli stemmi araldici della famiglia feudataria del luogo, i Saluzzo-Valgrana, e di Saluzzo, i quali concorsero nelle spese sostenute per l'acquisto di questo manufatto.
Un altro lato riporta il monogramma cristologico YHS, in cui H gotica ha l'asta tagliata da un braccio trasversale.
Sul bordo esterno della tazza sono scolpite in rilievo in caratteri gotici alcune parti abbreviate del credo:
IN DEUM

PATREM

OMNI

POTETEM

CREATOREM
 
CELI ET TERRE

MCCCCLVI.»
La data 1456 indica la concessione della fonte alla chiesa parrocchiale di S. Martino.
La produzione di questi manufatti venne estesa alle sedi parrocchiali del Saluzzese a partire dai primi anni del secondo XV. Pertanto, questa innovazione, oltre a generare una produzione in larga scala di queste fonti, determinò da parte degli Zabreri l'utilizzo di uno schema standardizzato nelle dimensioni, nell'ornamentazione, nelle iscrizioni e nel materiale.